# Reihoku
Reihoku (苓北町, Reihoku-machi) est un bourg du district d'Amakusa, dans la préfecture de Kumamoto, au Japon.

## Géographie

### Situation
Le bourg de Reihoku est situé sur l'île de Shimo (ja), dans l'archipel d'Amakusa, au Japon.

### Démographie
Au 1er mai 2015, la population de Reihoku s'élevait à 7 734 habitants répartis sur une superficie de 67,55 km2.